# Aliquot (Chemie)
Mit Aliquot (v. lat. aliquot „einige, ein paar“) oder auch aliquoter Teil bezeichnet man in der Analytischen Chemie die zu untersuchende Teilportion einer Probe, wenn die ganze Probe, in der Regel eine Flüssigkeit, nicht komplett untersucht werden kann oder soll. Das Aufteilen erlaubt das mehrfache Nutzen der Probe, ohne dass die Qualität (z. B. durch wiederholtes Auftauen/Einfrieren) beeinträchtigt wird.
Entsprechend der Definition nach IUPAC wird die Bezeichnung aliquot dann verwendet, wenn der Quotient aus Gesamtprobe und Probenmenge ganzzahlig ist (z. B. 10 ml einer 100-ml-Probe). Bei nicht ganzzahligen Quotienten wird der Term aliquant benutzt (z. B. bei 15 ml einer 100-ml-Probe). Im jargonhaften (biochemischen oder medizinischen) Sprachgebrauch bezeichnet Aliquot einfach jegliche (beliebig viele, beliebig große) Teilportionen einer Lösung.